# Avril 1769
Cette page présente les faits marquants du mois d'avril 1769.

## Événements
- 3 avril : traité de Madras. Paix entre le sultan du Mysore Haidar Alî et la Compagnie anglaise des Indes orientales. Fin de la première guerre du Mysore[1].
- 13 avril : James Cook, lieutenant à bord de l’Endeavour, débarque à Tahiti. Il entreprend en 1768 son premier grand voyage dans le Pacifique sud. Il accompagne, par le cap Horn, des astronomes britanniques qui vont observer à Tahiti, île tout juste découverte, le transit de Vénus devant le Soleil le 3 juin[2].